# 투탕카멘
투탕카멘(Tutankhamun, 기원전 1334년 ~ 기원전 1325년)은 이집트 제18왕조의 파라오이다. 아크나톤의 아들로, 출생 시의 이름은 투탕카텐(아텐의 살아있는 이미지)이었다. 재위 2년에 투탕카멘(아멘의 살아 있는 이미지)으로 개칭하였다. 투탕카몬이라고도 한다.
투탕카멘의 무덤은 1922년에 처음으로 발견되었다.(왕가의 계곡 KV 62호) 그 이전에는 투탕카멘에 대한 자세한 이야기는 전해지지 않았다. 아비도스, 카르나크 왕 목록 등에서는 아크나톤처럼 투탕카멘이 제외되어 있다. 또한 그에 대한 자료도 남아있는 것이 거의 없다.
솔레브 사원의 비문에 따르면, 투탕카멘의 아버지는 아멘호테프 3세이다. 하지만 투탕카멘이 태어났을 때 아멘호테프 3세는 이미 죽고, 아크나톤의 시기였다. 고고학자들은 kv55호의 미라가 아크나톤이라는 것을 밝혀냈으며, 투탕카멘의 아버지로 확인하였다. 2010년, 고고학자들은 아멘호텝 2세 무덤에서 발견된 네페르티티로 추정되는 미라가 투탕카멘의 어머니의 미라라는 것을 밝혀냈고, 그녀가 아크나톤의 누이인 것으로 보아, 투탕카멘의 어머니는 네베타흐 공주 또는 베케타텐 공주일 확률이 아주 높다.

## 생애
아마르나에서 왕자로 살아가던 투탕카텐은 아버지 아크나톤과 삼촌인 스멘크카레가 죽은 후 멤피스에서 10세의 어린나이로 파라오의 자리에 오른다. 행정관 아이와 장군 호렘헤브가 이 나이 어린 파라오를 보좌하였다. 또한 이미 출산 경험이 있는 누나인 안케센파아텐과 결혼하게 된다.
재위 2년 째에 아크나톤의 아텐 신앙을 철폐하려는 움직임이 공식화되었다. 투탕카텐은 투탕카멘으로, 안케센파아텐은 안케센나멘으로 개명하여 아멘 신앙으로의 복귀를 상징적으로 보여준다. 이를 기념하기 위해 큰 석비가 세워졌는데, 여기에는 아멘 신앙의 부활과 신전의 재건과 개방에 대해 기록되어 있다. 또한 카르나크와 룩소르에서도 갖가지 건축사업이 진행되었다. 훗날 호렘헤브가 파라오가 되었을 때, 이것을 모두 자신의 업적으로 돌렸는데, 이는 이미 이 때부터 호렘헤브 등이 정치에 깊숙이 관여하고 있음을 보여준다.
이후의 치세에 대해서는 정확한 기록은 없지만 몇 차례의 해외원정에 관한 기록이 남아 있다. 투탕카멘의 무덤에는 왕의 사냥, 전쟁 모습이 담겨 있다. 사막에서 사자 등을 사냥하기도 하며, 누비아와 시리아의 적들을 화살로 공격하기도 한다. 훗날 호렘헤브의 무덤이나, 누비아 총독 후이의 무덤을 통해 이러한 그림들이 실제 사실이었던 것으로 밝혀졌다. 그러나 투탕카멘 본인이 직접 원정을 이끌지 않았을 것으로 보인다. 투탕카멘은 근친상간의 혼인에 의해 태어난 자식으로, 오른쪽 다리에는 골질환과 왼쪽 다리에는 선천성 내반족이 있어서 걷기가 아주 힘들었으며, 선천성 기형인 구개열이 있었으며 이로 인한 언어 장애를 가졌을 것으로 추정된다. 투탕카멘의 미라를 분석한 연구팀은 유전자 검사로 투탕카멘이 치명적인 말라리아의 원인기생충인 열대열원충에 감염되었었던 것을 밝혀내었다. 결국 여러 가지 유전적 질환으로 면역체계가 약했던 투탕카멘은 다리 골절상을 입은 상태에서 말라리아에 걸려 재위 9년째에 18세의 젊은 나이로 사망하였다.

## 왕위 계승
투탕카멘이 젊은 나이로 죽자 투탕카멘의 왕비인 안케세나멘은 히타이트의 왕인 수필룰리우마 1세에게 편지를 써, 히타이트의 왕자 중 한 명과 자신이 결혼해 파라오가 되면 어떻겠느냐고 제안한다. 수필룰리우마스 1세는 제안을 받아들여 왕자 잔난자를 보냈다. 그러나 잔난자는 이집트에 도달하기 전에 알 수 없는 세력에 의해 살해당한다. 이후 파라오의 자리는 투탕카멘 시대의 권력가인 아이에게 돌아간다.

## 참고 문헌
- 피터 클레이턴(Peter Clayton) 저, 정영목 역, 《파라오의 역사》, 까치, 2004
- 《내셔널 지오그래픽 2010년 9월호》

| 전임 네페르티티 | 이집트 제18왕조의 파라오 기원전 1334년 ~ 기원전 1325년 | 후임 아이 |